# 南泉街道
南泉街道隶属于重庆市巴南区，原名南泉镇，于2001年7月由原南泉镇与鹿角镇合并而成，2009年5月撤镇设街道。
辖区内主要高速公路有渝黔高速和上界高速，距重庆市市中心18公里、重庆市江北国际机场32公里。
南泉街道行政管辖面积约84平方公里，城镇建成区面积2.1平方公里，总人口5.1万人（常住人口为4.4万人），非农业人口1.4万人
下辖18个行政村、3个居委会，123个合作社。
辖区内有南温泉和樵枰山两大风景区，均为重庆市旅游十佳风景区和市内短程旅游最佳线路。

## 行政区划
桥头溪乡下辖以下地区：
鹿角社区、南泉正街社区、长南桥社区、红星村、红旗村、自由村、虎啸村、白鹤村、和坪村、金古村、艾乐村、杨市村、立桅村、双桥村、万河村、光国村、迎龙村、新式村和龙井村。